# Fairfieldit
Fairfieldit ist ein selten vorkommendes Mineral aus der Mineralklasse der „Phosphate, Arsenate und Vanadate“. Es kristallisiert im triklinen Kristallsystem mit der idealisierten chemischen Zusammensetzung Ca2Mn2+(PO4)2·2H2O und ist damit chemisch gesehen ein wasserhaltiges Calcium-Mangan-Phosphat. Da bei natürlich vorkommendem Fairfieldit jedoch meist ein geringer Anteil des Mangans durch Eisen ersetzt (substituiert) ist, wird die Formel in verschiedenen Quellen auch mit Ca2(Mn,Fe)[PO4]2·2H2O angegeben.
Fairfieldit entwickelt isometrische bis kurzprismatische Kristalle bis rund drei Zentimeter Größe mit schwachem Diamantglanz auf den Oberflächen, findet sich aber auch in Form blättriger bzw. lamellarer sowie faseriger oder radialstrahliger Mineral-Aggregate. In reiner Form ist Fairfieldit farblos und durchsichtig. Durch vielfache Lichtbrechung aufgrund von Gitterbaufehlern oder polykristalliner Ausbildung kann er aber auch weiß erscheinen und durch Fremdbeimengungen eine grünlichweiße oder hellgelbe Farbe annehmen, wobei die Transparenz entsprechend abnimmt.

## Etymologie und Geschichte
Erstmals entdeckt wurde Fairfieldit im Steinbruch „Fillow“ (Branchville) bei Branchville im Fairfield County des US-Bundesstaates Connecticut und beschrieben 1879 durch George Jarvis Brush und Edward Salisbury Dana. Sie benannten das Mineral nach dem County, in dem seine Typlokalität liegt.
Das Typmaterial des Minerals soll in der Mineralogischen Sammlung der Yale University in New Haven (Connecticut) unter den Katalog-Nr. 3.3118 und 3.3123 zu finden sein. Allerdings wird der Aufbewahrungsort vom Typmineral-Katalog der International Mineralogical Association (IMA) nicht bestätigt.

## Klassifikation
Bereits in der veralteten 8. Auflage der Mineralsystematik nach Strunz gehörte der Fairfieldit zur Mineralklasse der „Phosphate, Arsenate und Vanadate“ und dort zur Abteilung der „Wasserhaltige Phosphate, Arsenate und Vanadate ohne fremde Anionen“, wo er als Namensgeber die „Fairfieldit-Reihe“ mit der System-Nr. VII/C.12a und den weiteren Mitgliedern Cassidyit, Collinsit, Messelit, Anorthoroselith (ehemals Roselith-β, Roselith-Beta) und Talmessit innerhalb der „Fairfieldit-Roselith-Gruppe“ (VII/C.12) bildete.
Im zuletzt 2018 überarbeiteten und aktualisierten Lapis-Mineralienverzeichnis nach Stefan Weiß, das sich aus Rücksicht auf private Sammler und institutionelle Sammlungen noch nach dieser alten Form der Systematik von Karl Hugo Strunz richtet, erhielt das Mineral die System- und Mineral-Nr. VII/C.17-30. In der „Lapis-Systematik“ entspricht dies ebenfalls der Abteilung „Wasserhaltige Phosphate, ohne fremde Anionen“, wo Fairfieldit zusammen mit Roselith die „Fairfieldit-Roselith-Reihe“ (VII/C.17) und den weiteren Mitgliedern Anorthoroselith (ehemals Roselith-β, Roselith-Beta), Brandtit, Cassidyit, Collinsit, Gaitit, Hillit, Messelit, Nickeltalmessit, Parabrandtit, Rruffit, Talmessit, Wendwilsonit und Zinkroselith bildet.
Auch die von der IMA zuletzt 2009 aktualisierte 9. Auflage der Strunz’schen Mineralsystematik ordnet den Fairfieldit in die Abteilung der „Phosphate usw. ohne zusätzliche Anionen; mit H2O“ ein. Diese ist allerdings weiter unterteilt nach der relativen Größe der beteiligten Kationen und dem Stoffmengenverhältnis vom Phosphat-, Arsenat- bzw. Vanadatkomplex zum Kristallwassergehalt, so dass das Mineral entsprechend seiner Zusammensetzung in der Unterabteilung „Mit großen und mittelgroßen Kationen; RO4 : H2O = 1 : 1“ zu finden ist, wo es ebenfalls als Namensgeber die „Fairfielditgruppe“ mit der System-Nr. 8.CG.05 und den weiteren Mitgliedern Cassidyit, Collinsit, Gaitit, Hillit, Messelit, Nickeltalmessit, Parabrandtit, Anorthoroselith und Talmessit bildet.
Die vorwiegend im englischen Sprachraum gebräuchliche Systematik der Minerale nach Dana ordnet den Fairfieldit ebenfalls in die Klasse der „Phosphate, Arsenate und Vanadate“ und dort in die Abteilung der „Wasserhaltige Phosphate etc.“ ein. Hier ist er zusammen mit Cassidyit, Collinsit, Gaitit, Hillit, Messelit, Nickeltalmessit, Parabrandtit, Anorthoroselith und Talmessit in der „Fairfieldit-Untergruppe (Triklin: P1)“ mit der System-Nr. 40.02.02 innerhalb der Unterabteilung „Wasserhaltige Phosphate etc., mit A2+(B2+)2(XO4) × x(H2O)“ zu finden.

## Kristallstruktur
Fairfieldit kristallisiert triklin in der Raumgruppe P1 (Raumgruppen-Nr. 2) mit den Gitterparametern a = 5,79 Å; b = 6,57 Å; c = 5,51 Å; α = 102,2°; β = 108,7° und γ = 90,3° sowie einer Formeleinheit pro Elementarzelle.

## Bildung und Fundorte

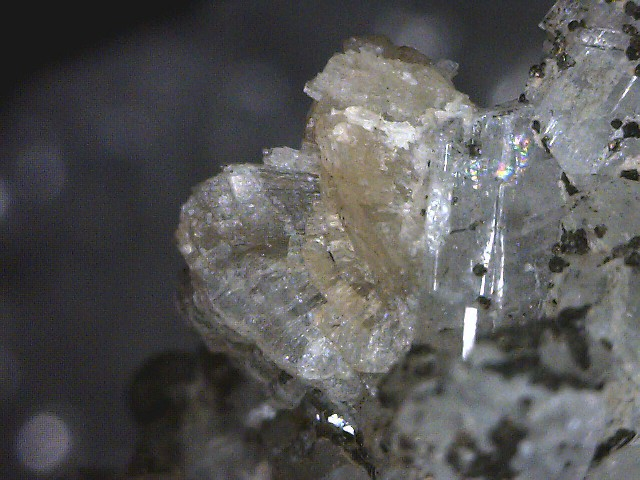
Radialstrahliger Fairfieldit auf Matrix aus dem Cigana Claim, Conselheiro Pena, Doce valley, Minas Gerais, Brasilien

Fairfieldit bildet sich als akzessorischer Bestandteil in granitischen Pegmatiten. Als Begleitminerale können unter anderem Apatit, Diadochit, Dickinsonit, Eosphorit, Jahnsit, Mitridatit, Muskovit, Quarz, Rhodochrosit, Rockbridgeit, Stewartit, Strunzit sowie eine Vielzahl anderer Fe–Mn-Phosphate auftreten.
Als seltene Mineralbildung konnte Fairfieldit nur an wenigen Orten nachgewiesen werden, wobei bisher rund 80 Fundorte dokumentiert sind (Stand 2023). Neben seiner Typlokalität Steinbruch „Fillow“ im Fairfield County (Connecticut) trat das Mineral in den Vereinigten Staaten noch in der Midnight Owl Mine und im White Picacho District im Yavapai County in Arizona, am Chief Mountain im San Diego County in Kalifornien, im Clay Canyon bei Fairfield im Utah County in Utah sowie an mehreren Orten in verschiedenen Countys in Maine, New Hampshire, North Carolina und South Dakota zutage.
In Deutschland wurde Fairfieldit bisher nur am Hennenkobel (Hühnerkobel) im Bayerischen Wald und bei Hagendorf (Waidhaus) im Oberpfälzer Wald in Bayern entdeckt.
In Österreich fand man das Mineral bisher nur bei einem Spodumen-Versuchsabbau am Brandrücken, etwa 2 km südwestlich der Weinebene auf der Koralpe in Kärnten (siehe auch Bergbau in Kärnten) und der ebenfalls bisher einzige bekannte Fundort in der Schweiz ist das Pontetal bei Brissago TI im Kanton Tessin.
Weitere Fundorte liegen unter anderem in Argentinien, Australien, Brasilien, China, Finnland, Iran, Italien, Kanada, Marokko, Namibia, Polen, Portugal, Russland, Schweden, Spanien und Tschechien.